# (4130) Ramanujan
(4130) Ramanujan (1988 DQ1) – planetoida z pasa głównego asteroid okrążająca Słońce w ciągu 5,34 lat w średniej odległości 3,05 j.a. Odkryta 17 lutego 1988 roku.